# باول بيدرسن
باول بيدرسن (بالنرويجية البوكمول: Paul Pedersen)‏ هو لاعب جمباز فني نرويجي، ولد في 18 سبتمبر 1886 في هالدن في النرويج، وتوفي بنفس المكان في 16 أغسطس 1948.

## وصلات خارجية
- باول بيدرسن على موقع أوليمبيديا (الإنجليزية)